# Gärdslösa landskommun
Gärdslösa landskommun var en tidigare kommun på mellersta Öland i Kalmar län.

## Administrativ historik
När 1862 års kommunalförordningar trädde i kraft inrättades i landet cirka 2 500 kommuner. I Gärdslösa socken i Runstens härad på Öland bildades då landskommunen Gärdslösa.
Vid kommunreformen 1952 bildade den storkommun med de tidigare landskommunerna Högsrum, Långlöt, Runsten och Räpplinge. Den nya kommunen fick också namnet Gärdslösa.
Kommunen upplöstes 1969, då dess område tillfördes dåvarande Borgholms stad som 1971 ombildades till Borgholms kommun.
Kommunkoden 1952-1968 var 0838.

### Kyrklig tillhörighet
I kyrkligt hänseende tillhörde kommunen Gärdslösa församling. Den 1 januari 1952 tillkom församlingarna Högsrum, Långlöt, Runsten och Räpplinge.

## Geografi
Gärdslösa landskommun omfattade den 1 januari 1952 en areal av 214,19 km², varav 213,98 km² land.

### Tätorter i kommunen 1960
I Gärdslösa landskommun fanns tätorten Runsten, som hade 277a invånare den 1 november 1960. Tätortsgraden i kommunen var då 9,6 procent.

## Politik

### Mandatfördelning i valen 1942-1966
| 5 | 3 | 12 |

| 20 |

| 3 | 5 | 12 |

| 18 |

| 8 | 21 | 6 |

| 34 |

| 9 | 18 |  | 7 |

| 32 |

| 7 | 21 | 7 |

| 32 |

| 8 | 19 |  | 7 |

| 31 |

| 6 | 20 | 2 | 7 |

| 31 |